# І.Т.У. — Аязага (станція метро)
41°06′29″ пн. ш. 29°01′16″ сх. д. / 41.108079787508° пн. ш. 29.020987663246° сх. д.
І.Т.У. — Аязага (тур. İ.T.Ü.—Ayazağa) — станція лінії М2 Стамбульського метрополітену. Відкрита 31 січня 2009
Розташування: під авеню Бююкдере, у районі Маслак, другому за величиною фінансовому районі Стамбулі після Левента. 
У безпосередній близькості від станції знаходиться корпус Стамбульського технічного університету
Конструкція: трипрогінна станція мілкого закладення з однією острівною платформою.
Пересадка:
- Автобус: 29, 29A, 29B, 29P, 29İ, 29Ş, 40B, 42
- Маршрутки: 4. Левент — Дарюшшафака, Аязага — Зінджірлікую, Балталимани — Решитпаша — 4. Левент, Бешикташ — Тараб'я, Сариєр — Бешикташ, Зінджірлікую — Бахчекьой, Зінджірлікую — Пинар-махаллесі, Чирчиртепе — Аязага

## Пам'ятки поруч
- Doğuş Group[en]
- Hilton Istanbul Maslak
- Стамбульський технічний університет
- Маслак 1453
- Мечеть Маслак Уч Йол
- Spine Tower[tr]
- Sun Plaza

| Попередня станція               | Лінія | Лінія                           | Лінія | Наступна станція |
| ------------------------------- | ----- | ------------------------------- | ----- | ---------------- |
| Ататюрк-Ото-Санаї до Хаджиосман |       | M2 (Стамбульський метрополітен) |       | Санаї до Єнікапи |